# العطية
العطية قرية سوريّة تتبع إداريّاً لمحافظة حلب منطقة عفرين ناحية معبطلي، بلغ تعداد سكانها 181 نسمة حسب التعداد السكاني لعام 2004.